# Freihaus Salburg

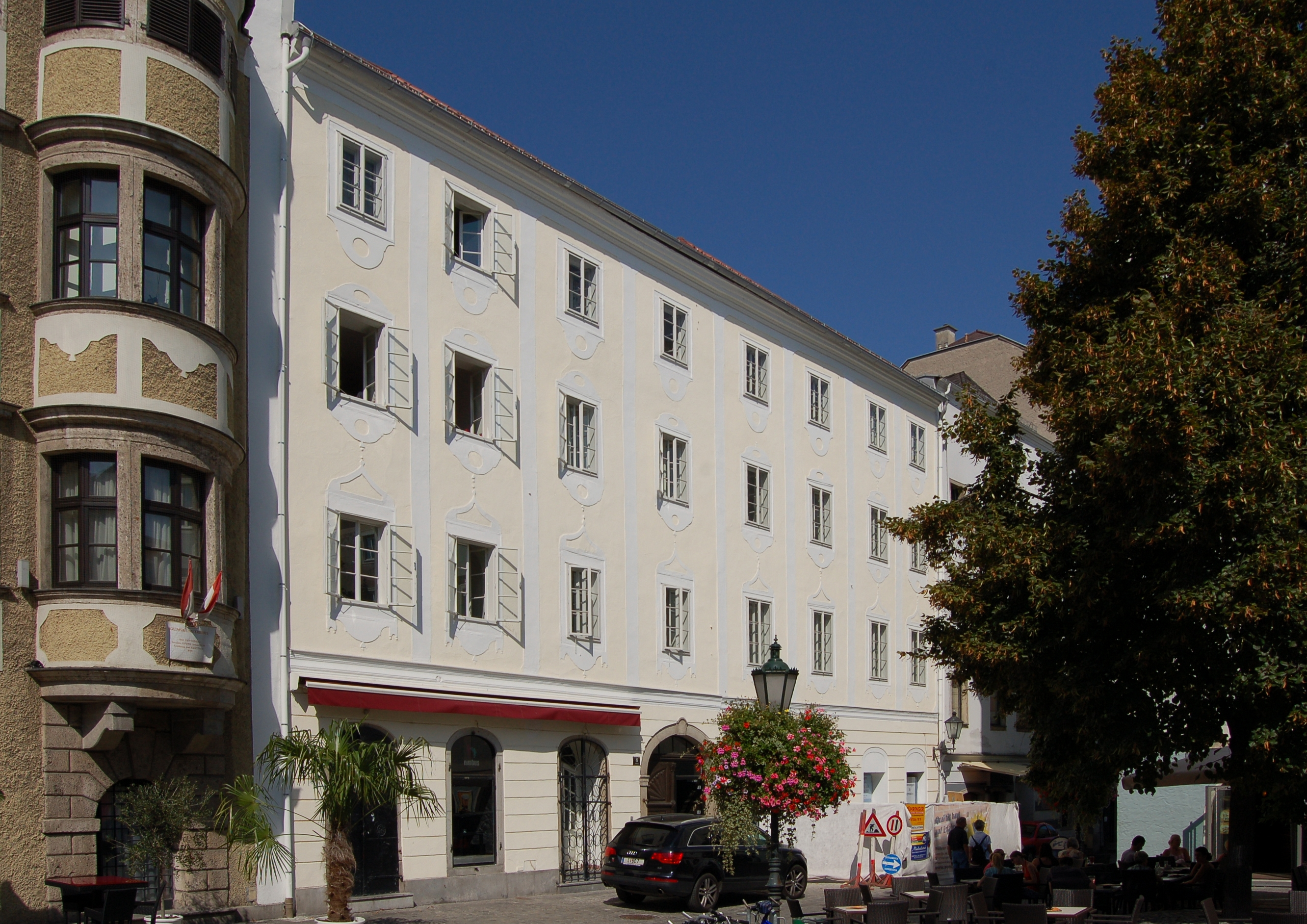
Freihaus Salburg auf Altstadt 6 und 8

Das Freihaus Salburg steht auf Altstadt 6 und 8 im Altstadtviertel der Stadtgemeinde Linz in Oberösterreich. Das Gebäude steht unter Denkmalschutz (Listeneintrag). Die zwei Einzelhäuser gehörten von 1650 bis 1801 den Grafen von Salburg und wurden baulich verbunden.

## Geschichte
Das Haus Altstadt 6 wurde 1439 urkundlich genannt und war ab 1650 salburgisch. Altstadt 8 wurde 1507 urkundlich genannt und war ab 1628 salburgisch.
Der Hausverbund erhielt am 10. September 1650 im Tausch gegen 7 Untertanen bei den Kapuzinern den Status eines Freihauses.
Die Hinterhäuser auf Tummelplatz 16 und 17 wurden im Jahr 1803 abgetrennt. 
Beide Häuser sind im Kern spätmittelalterlich und wurden im Frühbarock um 1650 und nach 1800 im ersten Drittel des 19. Jahrhunderts baulich verändert.

## Architektur
Die Fassade zeigt sich mit einem geraden Blendmauerabschluss, im Erdgeschoß genutet mit Segmentbogenöffnungen und seitlichen Portalen. Auf Altstadt 8 gibt es ein breites Tor mit einer dekorierten Doppelflügeltür nach 1800.
Im Gebäudeinneren blieb die Eigenständigkeit der beiden Häuser erhalten. Altstadt 6 hat einen stichkappentonnengewölbten Seitenflur. Altstadt 8 hat ein kreuzgratgewölbtes Eingangsjoch mit einer flurparallen Treppe und im Erdgeschoß tonnengewölbte Räume teils mit Stichkappen.